# Палкин (ресторан)
Ресторан «Палкинъ» размещался по адресу Невский проспект, 47 / Владимирский проспект, 1 и считался одним из самых знаменитых заведений общественного питания в дореволюционном Петербурге. Он отличался от других элитных ресторанов тем, что в нём подавались блюда русской кухни, а официанты были одеты как половые в трактирах. Заведение называли царём русской кухни в дореволюционном Санкт-Петербурге.
В городе существовало два одноимённых заведения. Первый — «Старопалкинъ» — размещался на углу Невского проспекта и Большой Морской улицы, и второй — «Новопалкинъ» — на углу Невского и Литейного проспектов. Второй приобрёл широкую известность в городе. Новое заведение также называли «Владимирским».

## История
Первый трактир на углу Невского проспекта и Большой Морской улицы основал купец третьей гильдии А. С. Палкин в 1785 году. Данное заведение славилось постным столом. Трактир работал в период моды на французскую кухню, и купец рекламировал заведение как своеобразную «Кухню Родины», где подавались блюда на основе древнерусских рецептов. В «Путеводителе по Петербургу» от 1846 года трактир Палкина называли заведением с самыми вкусными коренными русскими блюдами. На тот момент трактир принадлежал внуку Павлу Палкину, блюда там подавались половыми в кумачовых рубахах. Заведение хвалили за высокое качество блюд и невысокие цены.
Павел Палкин открыл второй трактир в 1850 году на углу Невского и Литейного проспектов в доме купца Алексеева. Старый и новый трактиры начали называть «Старопалкиным» и «Новопалкиным». Со временем «Новопалкинъ» стал одним из самых известных трактиров города. Когда дело унаследовал правнук К. П. Палкин, он провёл ребрендинг бизнеса и реконструкцию заведения, решив на его месте открыть ресторан с европейским сервисом и ввести в меню блюда французской кухни. В отличие от его предков — ревнителей традиционной кухни, Константин Палкин хотел привлечь богатых клиентов и для этого реконструировал здание с приспособлением его для размещения крупного ресторана по проекту академика архитектуры Андрея Карловича Кейзера. Помимо ресторана, в доме открылась банкирская контора, меняльная лавка, парикмахерская и несколько магазинов.
Обновлённое помещение ресторана выделялось своей обширностью и роскошью, в ресторане было 25 залов, бильярдная и бассейн со стерлядями. Лестница, ведущая в бельэтаж, была украшена фонтаном и тропическими растениями. Кухня была размещена на верхнем этаже, чтобы в остальные помещения ресторана не проникал дым. Приготовленная еда опускалась на нижние этажи особою машиной. Несмотря на введение французских блюд, ресторан по-прежнему был прежде всего известен из-за подачи русских блюд. В праздничные дни подавались французские блюда вперемешку с русской по будням. Ресторан также подавал своё знаменитое в городе фирменное блюдо — куриные котлеты «по-палкински».
После смерти К. П. Палкина его семья сдала ресторан в аренду купцу В. И. Соловьёву, который владел гастрономическим магазином в том же здании. Соловьёв также владел «Большой северной» гостиницей на Знаменской площади. Он ввёл так называемые воскресные обеды с музыкой, исполнявшейся оркестром лейб-гвардии Преображенского полка. Соловьёв также ввёл в меню своё фирменное блюдо «парфе а-ля Соловьёв». Для данных нужд купец перестроил здание, надстроив его пятым этажом по проекту архитектора Александра Сергеевича Хренова в 1904—1906 годах. В новом концертном зале в начале XX века выступали в том числе неаполитанцы или румынский оркестр.
В 1914 году в Российской империи был введён сухой закон, который губительно сказался на заведении, да и в целом на городском ресторанном бизнесе, и к 1917 году «Палкинъ» прогорел и закрылся. Его помещения переоборудовали под тюремные камеры, которых не хватало в Петрограде. В 1925 году зал бывшего ресторана переоборудовали под кинотеатр «Титан».
В 1990-е годы в бывших помещениях кинотеатра ЗАО «СЭТ-Гейм» открыло казино и расселило находящуюся над ним коммунальную квартиру. На полученные доходы на третьем этаже был открыт ресторан под именем «Палкинъ», который размещается в шести залах из 25 исторических. Были восстановлены исторические интерьеры, хотя и с некоторыми нововведениями — например, в виде плазменных телевизионных экранов или ламп в стиле модерн, также предприниматели восстановили чугунный балкон. В меню включили некоторые старинные блюда.
|                                      |  |  |  |
| Интерьеры ресторана, начало XX века. |  |  |  |

 Второй этаж стал сдаваться после запрета в России азартных игр.

## Посетители ресторана
Основными посетителями «Палкина» были представители средних сословий — литераторы, лавочники, подрядчики, преподаватели, служащие департаментов и т. д. В ресторане было оборудовано 25 залов в том числе и потому, что представители разных сословий не любили мешаться между собой, например в ресторане имелись одни залы, предназначенные для дворян, и другие залы для купцов. За счёт такого разделения гости могли проводить в ресторане столько времени, сколько им хотелось и не вступать в конфликты. Ресторанные залы превращались в своеобразные клубы, где любили собираться компании приятелей. Писатели предпочитали собираться в буфетной комнате с нижним ярусом оконных стекол с изображением сцен из «Собора Парижской Богоматери» Гюго. Их беседы любили подслушивать другие посетители ресторана. Здесь также обедали выпускники петербургских вузов и богатые провинциалы. Ресторан особенно ценил писателей — клиентов, так как своим постоянным пребыванием они делали рекламу заведению.
За время существования ресторана, его посещало множество знаменитых общественных и культурных деятелей — Гоголь, Достоевский, Лесков, Мей, Некрасов, Панаев, Салтыков-Щедрин, Щербина, Бальмонт, Блок, Мережковский, Гиппиус, Горький, Кузмин, Куприн, Суворин, Фидлер, Чехов, Каратыгин, Мартынов, Юрьев, художники Лукомский, Репин, Сапунов, композиторы Глазунов, Римский-Корсаков, Чайковский и другие. По этой же причине ресторан не раз упоминался в классических произведениях, например в «Мёртвых Душах» Гоголя или в рассказе «Без места» Чехова.
Ресторан в 1880-е годы стал своеобразным гей-клубом среди так называемых «теток» — богатых гомосексуальных мужчин. Заведение прилегало к «гомосексуальному маршруту», по которому гуляли тетки в поисках секс-работников или любовников в дореволюционном Петербурге. В ресторане работал лакей Зайцев, поставлявший теткам в отдельные кабинеты для любовных утех солдат и юношей — секс-работников. Для этой цели ресторан тайно посещал князь Сергей Александрович. Формированию гей-клуба способствовал публицист, писатель и гомосексуал князь Мещерский, чья типография реакционной газеты «Гражданин» располагалась в том же здании.